# La Belette

La Belette est une bande dessinée en noir et blanc du Belge Comès. Elle lui a valu le Grand Prix Saint-Michel en 1983.

## Publication

### Périodiques
- (À suivre)